# Aeronave de doble cola

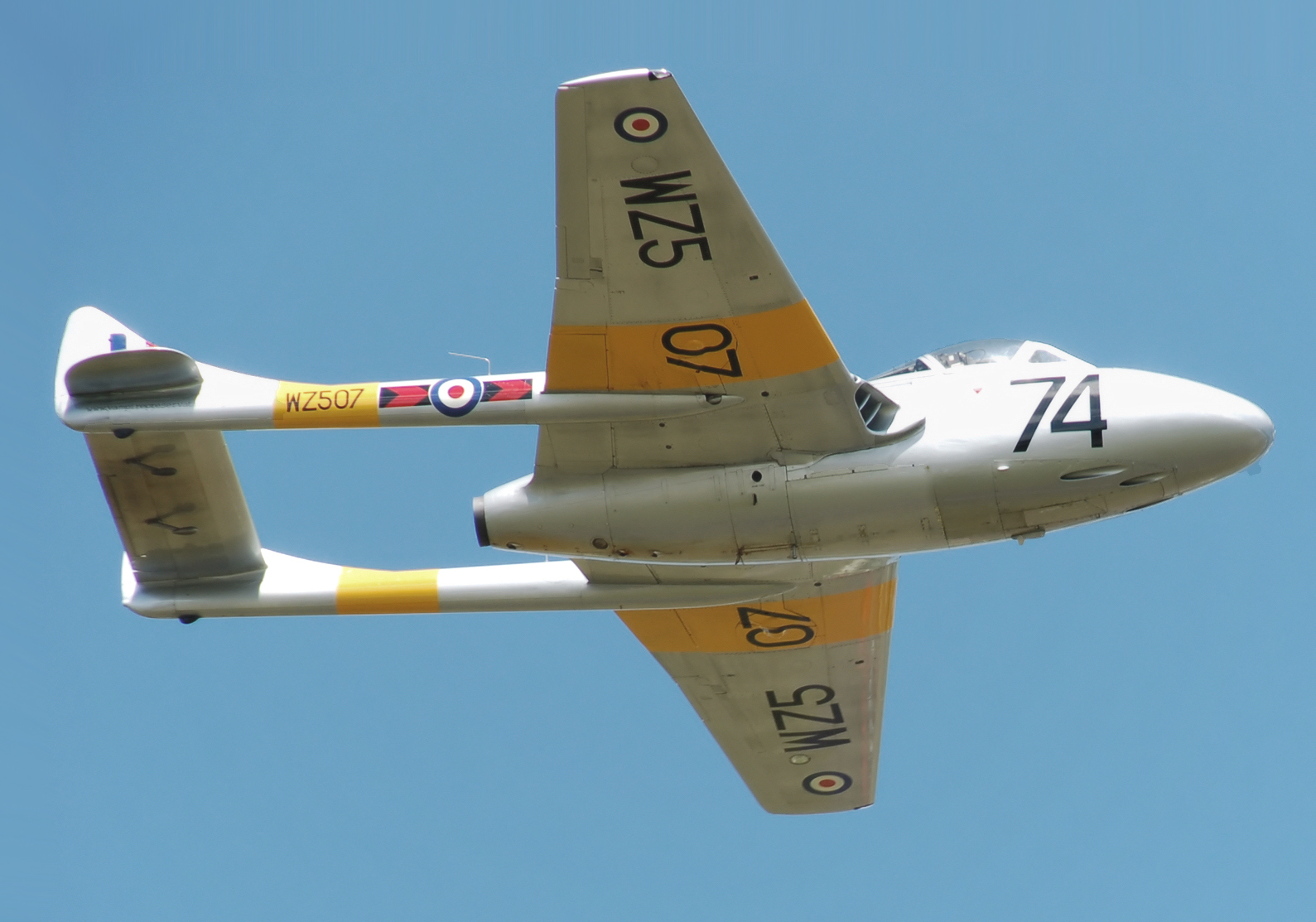
Un De Havilland Vampire T11 del UK Vampire Preservation Group en el Cotswold Air Show 2010

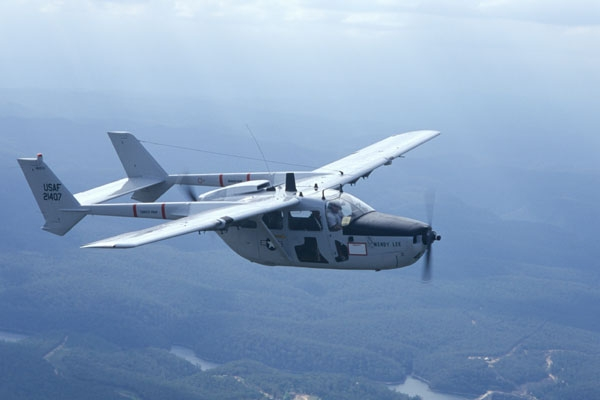
Cessna O-2 Skymaster

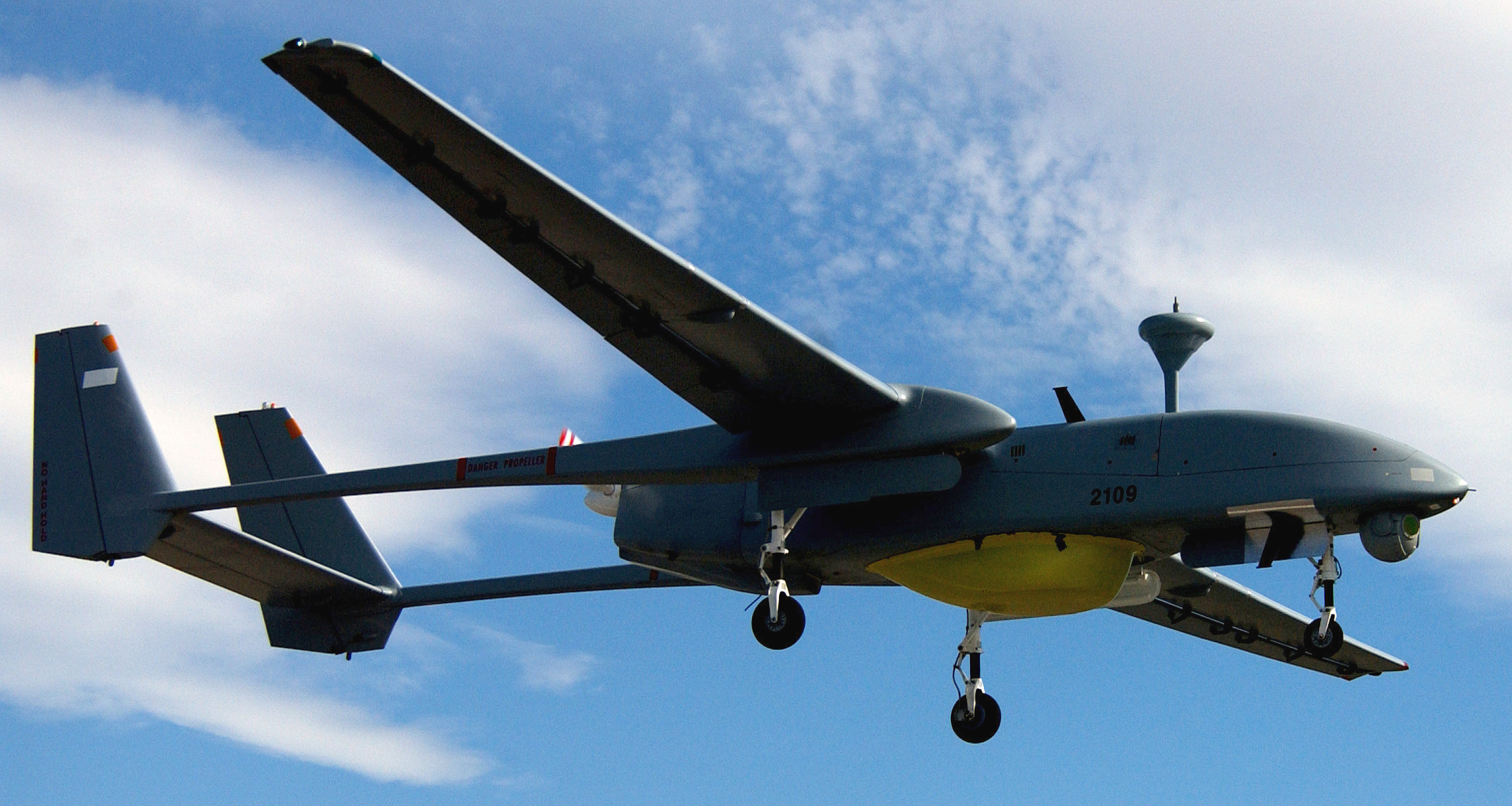
El IAI Heron es un vehículo aéreo no tripulado (UAV) que cuenta con una configuración de doble cola

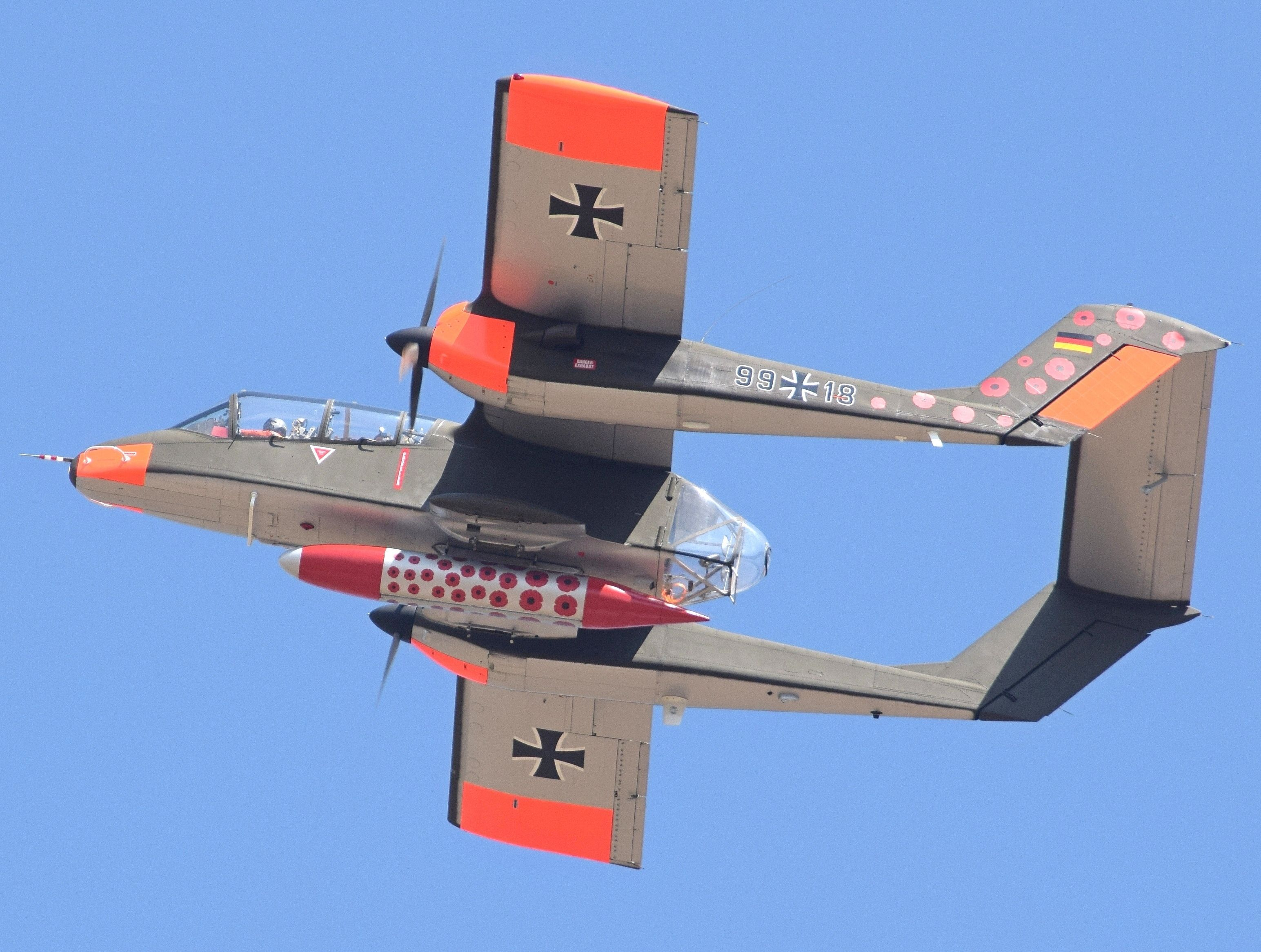
North American Rockwell OV-10B Bronco del Bronco Demo Team en el 2018 RIAT, Inglaterra. Es un modelo B que perteneció a la Luftwaffe, utilizado originalmente como remolcador de objetivos de tiro aéreo

Un avión de doble cola o doble botalón se caracteriza por poseer dos carenados longitudinales (cuerpos alargados, parecidos a góndolas) fijados a su ala principal a cada lado de su línea central, que alcanzan la sección de cola. Pueden contener elementos auxiliares, como depósitos de combustible y/o proporcionar una estructura de soporte para elementos externos. Por lo general,  sirven de puntos de montaje para una o más superficies de la cola del avión, aunque en algunos tipos, como en el Rutan Model 72 Grizzly, los carenados se extienden hacia delante del ala principal. La configuración de doble cola es distinta del diseño de doble fuselaje. 

## Aviones de transporte
La configuración de doble cola permite colocar un portón de carga o una puerta de acceso grande en la parte posterior del avión, libre del obstáculo que supone el conjunto de la cola. Ejemplos de este diseño incluyen el C-82 Packet, el C-119 Flying Boxcar, el Armstrong Whitworth AW.660 Argosy, el IAI Arava y Transavia PL-12 Airtruk. 

## Aeronaves de combate
La configuración de doble cola ha sido adoptada por los diseñadores de aviones de combate por varias razones: 
- Para permitir que un motor se monte directamente en la parte trasera de un fuselaje corto, en la configuración de empuje o en aviones a reacción (Bell XP-52, De Havilland Vampire, Saab 21)
- Para disponer de un campo de visión o campo de tiro sin obstrucciones en la parte trasera (Focke-Wulf Fw 189)
- Para acomodar motores gemelos en línea o motores radiales con turbocompresores largos en la disposición más aerodinámicamente eficiente y práctica (P-38 Lightning,[2] con motores en línea; P-61 Black Widow, con motores radiales)

## Aviación general
Algunos diseños modernos de alta eficiencia tienen colas dobles que distribuyen la carga a lo largo de la envergadura del ala y/o refuerzan la estructura general. 
Algunos ejemplos son el Rutan Voyager, el Rutan Model 72 Grizzly y el Virgin Atlantic GlobalFlyer. 

## Lista de aviones de doble cola
| Aeronave                             | País            | Clase                | Uso                  | Año         | Estado         | Notas                          |
| ------------------------------------ | --------------- | -------------------- | -------------------- | ----------- | -------------- | ------------------------------ |
| AAI RQ-7 Shadow                      | Estados Unidos  | No tripulado         |                      | 1991        |                |                                |
| Abrams P-1 Explorer                  | Estados Unidos  | Hélice               | Servicios            | 1937        |                |                                |
| AD Seaplane Type 1000                | Reino Unido     | Hélice               | Torpedero            | 1916        |                |                                |
| Adam A500                            | Estados Unidos  | Hélice               |                      | 2002        |                |                                |
| Adam A700                            | Estados Unidos  | Reactor              |                      | 2003        |                |                                |
| ADI Condor                           | Estados Unidos  | Planeador motorizado |                      | 1981        |                |                                |
| AGO C.II                             | Alemania        | Hélice               | Reconocimiento       | 1915        |                |                                |
| AHRLAC Holdings Ahrlac               | Sudáfrica       | Hélice               | Reconocimiento       | 2014        |                |                                |
| Airsport Song                        | República Checa | Hélice               | Ultraligero          | 2000-2009   |                |                                |
| AISA GN                              | España          | Rotor                |                      | 1982        | Prototipo      | Autogiro                       |
| Akaflieg Stuttgart FS-28 Avispa      | Alemania        | Hélice               |                      | 1972        | Prototipo      |                                |
| Alaparma Baldo                       | Italia          | Hélice               | Servicios            | 1949        |                |                                |
| Alenia Aermacchi Sky-Y               | Italia          | No tripulado         |                      | 2007        |                |                                |
| American Gyro AG-4 Crusader          | Estados Unidos  | Hélice               | Servicios            | 1935        |                |                                |
| Armstechno NITI                      | Bulgaria        | No tripulado         |                      | 2006        |                |                                |
| Anderson Greenwood AG-14             | Estados Unidos  | Hélice               | Servicios            | 1947        |                |                                |
| ANTEX-M                              | Portugal        | No tripulado         |                      | 2002        |                |                                |
| Antonov A-40                         | URSS            | Planeador            | Transporte           | 1942        |                |                                |
| Armstrong Whitworth AW.660 Argosy    | Reino Unido     | Hélice               | Transporte           | 1959        |                |                                |
| Arpin A-1                            | Reino Unido     | Hélice               |                      | 1938        |                |                                |
| AVE Mizar                            | Estados Unidos  | Hélice               | Avión-automóvil      | 1973        |                |                                |
| BAE Systems Phoenix                  | Reino Unido     | No tripulado         |                      | 1986        |                |                                |
| BAE Systems SkyEye                   | Reino Unido     | No tripulado         |                      | 1973        |                |                                |
| Bell XP-52                           | Estados Unidos  | Hélice               | Caza                 | 1940        | Prototipo      |                                |
| Belyayev EOI                         | URSS            | Hélice               | Caza                 | 1939        | Prototipo      |                                |
| Boeing Insitu RQ-21 Blackjack        | Estados Unidos  | No tripulado         |                      | 2012        |                |                                |
| Blohm & Voss BV 138                  | Alemania        | Hélice               | Reconocimiento       | 1937        |                |                                |
| Bryan Autoplane                      | Estados Unidos  | Hélice               | Avión-automóvil      | 1953        |                |                                |
| Burnelli CBY-3                       | Canadá          | Hélice               | Transporte           | 1944        | Prototipo      |                                |
| Burnelli GX-3                        | Estados Unidos  | Hélice               | Experimental         | 1929        | Prototipo      |                                |
| Burnelli UB-14                       | Estados Unidos  | Hélice               | Transporte           | 1934        |                |                                |
| Burnelli UB-20                       | Estados Unidos  | Hélice               | Transporte           |             |                |                                |
| Buscaylet-de Monge 7-4               | Francia         | Hélice               | Experimental         | 1923        | Prototipo      |                                |
| Buscaylet-de Monge 7-5               | Francia         | Hélice               | Experimental         | 1925        | Prototipo      |                                |
| Canaero Toucan                       | Canadá          | Hélice               | Ultraligero          | 1983        |                |                                |
| Caproni Ca.3                         | Italia          | Hélice               | Bombardero           | 1916        |                |                                |
| Caproni Ca.4                         | Italia          | Hélice               | Bombardero           | 1917        |                |                                |
| Caproni Ca.5                         | Italia          | Hélice               | Bombardero           | 1917        |                |                                |
| CarterCopter                         | Estados Unidos  | Rotor                |                      | 1998        |                | Autogiro                       |
| Celier Xenon 2                       | Polonia         | Rotor                |                      | 2000-2009   |                | Autogiro                       |
| Cessna Skymaster/O-2 Skymaster       | Estados Unidos  | Hélice               |                      | 1961        |                |                                |
| Cessna XMC                           | Estados Unidos  | Hélice               | Experimental         | 1971        |                |                                |
| Conroy Stolifter                     | Estados Unidos  | Hélice               | Servicios            | 1968        |                |                                |
| Continental KB-1                     | Estados Unidos  | Hélice               | Reconocimiento       | 1916        | Prototipo      |                                |
| Convair 106 Skycoach                 | Estados Unidos  | Hélice               | Experimental         | 1946        | Prototipo      |                                |
| Convair Model 48 Charger             | Estados Unidos  | Hélice               | Ataque               | 1964        | Prototipo      |                                |
| Creative Flight Aerocat              | Canadá          | Hélice               |                      | 2001        | Prototipo      |                                |
| Cunliffe-Owen OA-1                   | Reino Unido     | Hélice               | Transporte           | 1939        | Prototipo      |                                |
| Curtiss Autoplane                    | Estados Unidos  | Hélice               | Avión-automóvil      | 1917        | Prototipo      |                                |
| Curtiss CT                           | Estados Unidos  | Hélice               | Torpedero            | 1921        | Prototipo      |                                |
| De Havilland Sea Vixen               | Reino Unido     | Reactor              | Caza                 | 1951        | Producción     |                                |
| De Havilland Vampire                 | Reino Unido     | Reactor              | Caza                 | 1943        | Producción     |                                |
| De Havilland Venom                   | Reino Unido     | Reactor              | Caza                 | 1952        | Producción     |                                |
| De Schelde S.20                      | Países Bajos    | Hélice               |                      |             |                |                                |
| De Schelde S.21                      | Países Bajos    | Hélice               | Caza                 | 1940        | Prototipo      |                                |
| Dyle et Bacalan DB-70                | Francia         | Hélice               | Transporte           | 1929        | Uno construido | Pasajeros                      |
| Doblhoff WNF 342                     | Alemania        | Rotor                | Reconocimiento       | 1943        |                | Helicóptero                    |
| DRDO Nishant                         | India           | No tripulado         |                      | 1996        |                |                                |
| Edgley Optica                        | Reino Unido     | Hélice               | Patrulla             | 1979        |                | Observación. Hélices carenadas |
| Emsco B-8 Flying Wing                | Estados Unidos  | Hélice               |                      | 1930        |                |                                |
| Fairchild C-82 Packet                | Estados Unidos  | Hélice               | Transporte           | 1944        |                |                                |
| Fairchild C-119 Flying Boxcar        | Estados Unidos  | Hélice               | Transporte           | 1947        |                |                                |
| Fairchild XC-120 Packplane           | Estados Unidos  | Hélice               | Transporte           | 1950        | Prototipo      |                                |
| Friedrichshafen FF.34                | Alemania        | Hélice               |                      | 1916        |                |                                |
| Focke-Wulf Fw 189                    | Alemania        | Hélice               | Reconocimiento       | 1938        |                |                                |
| Focke-Wulf Flitzer                   | Alemania        | Reactor              | Caza                 | 1944        | Prototipo      |                                |
| Fokker D.XXIII                       | Países Bajos    | Hélice               | Caza                 | 1939        |                |                                |
| Fokker F.25                          | Países Bajos    | Hélice               |                      | 1946        |                |                                |
| Fokker G.I                           | Países Bajos    | Hélice               | Caza                 | 1937        |                |                                |
| General Airborne Transport XCG-16    | Estados Unidos  | Planeador            | Transporte           | 1943        |                |                                |
| General Aircraft Cagnet              | Reino Unido     | Hélice               | Entrenamiento        | 1939        |                |                                |
| Ghods Mohajer                        | Irán            | No tripulado         |                      | 1981        |                |                                |
| Gotha Go 242                         | Alemania        | Planeador            | Transporte           | 1941        |                |                                |
| Gotha Go 244                         | Alemania        | Hélice               | Transporte           | 1942        |                |                                |
| Gotha WD.3                           | Alemania        | Hélice               | Reconocimiento       | 1915        | Prototipo      |                                |
| Grahame-White Ganymede               | Reino Unido     | Hélice               | Bombardero           | 1918        |                |                                |
| Groen Hawk 4                         | Estados Unidos  | Rotor                | Transporte           | 1942        |                | Autogiro                       |
| Häfeli DH-1                          | Suiza           | Hélice               | Reconocimiento       | 1916        |                |                                |
| Hanriot H.110                        | Francia         | Hélice               | Caza                 | 1933        |                |                                |
| Henderson H.S.F.1                    | Reino Unido     | Hélice               |                      | 1929        |                |                                |
| Heston JC.6                          | Reino Unido     | Hélice               | Reconocimiento       | 1947        | Prototipo      |                                |
| HWL Pegaz                            | Polonia         | Hélice               | Planeador motorizado | 1949        | Prototipo      |                                |
| Hughes D-2                           | Estados Unidos  | Hélice               | Caza                 | 1942        | Prototipo      |                                |
| Hughes XF-11                         | Estados Unidos  | Hélice               | Patrulla             | 1946        | Prototipo      | Reconocimiento                 |
| Hydra Technologies Ehécatl           | México          | No tripulado         |                      | 2006        |                |                                |
| IAI Arava                            | Israel          | Hélice               | Transporte           | 1969        |                |                                |
| IAI Heron                            | Israel          | No tripulado         |                      | 1994        |                |                                |
| IAI Scout                            | Israel          | No tripulado         |                      | 1981        |                |                                |
| IAI Searcher                         | Israel          | No tripulado         |                      | 1992        |                |                                |
| Ikarus 452M                          | Yugoslavia      | Reactor              | Experimental         | 1953        |                |                                |
| Ion Aircraft Ion                     | Estados Unidos  | Hélice               |                      | 2007        |                |                                |
| Johns Multiplane                     | Estados Unidos  | Hélice               | Experimental         | 1919        |                |                                |
| Kalinin K-7                          | URSS            | Hélice               | Experimental         | 1933        | Prototipo      |                                |
| Kaman HH-43 Huskie                   | Estados Unidos  | Rotor                | Servicios            | 1947        |                | Helicóptero                    |
| Kamov Ka-26                          | URSS            | Rotor                | Servicios            | 1965        |                | Helicóptero                    |
| Kamov Ka-126                         | URSS            | Rotor                | Servicios            | 1988        |                | Helicóptero                    |
| Kamov Ka-226                         | Rusia           | Rotor                | Servicios            | 1997        |                | Helicóptero                    |
| Kingsford Smith PL.7                 | Australia       | Hélice               | Servicios            | 1956        |                | Agricultura                    |
| Kokusai Ku-7                         | Japón           | Planeador            | Transporte           | 1942        |                |                                |
| Kortenbach & Rauh Kora 1             | Alemania        | Planeador motorizado |                      | 1973        |                |                                |
| Lockheed P-38 Lightning              | Estados Unidos  | Hélice               | Caza                 | 1939        | Producción     |                                |
| Lockheed XP-49                       | Estados Unidos  | Hélice               | Caza                 | 1942        | Prototipo      |                                |
| Lockheed XP-58 Chain Lightning       | Estados Unidos  | Hélice               | Caza                 | 1944        | Prototipo      |                                |
| Lloyd 40.08 Luftkreuzer              | Alemania        | Hélice               | Bombardero           | 1916        | Prototipo      |                                |
| Maeda Ku-1                           | Japón           | Planeador            | Entrenamiento        | 1941        |                |                                |
| Macchi M.12                          | Italia          | Hélice               | Bombardero           | 1918        |                |                                |
| Mansyū Ki-98                         | Japón           | Hélice               | Ataque               | 1945        | Prototipo      |                                |
| McCulloch J-2                        | Estados Unidos  | Rotor                | Servicios            | 1962        |                | Autogiro                       |
| McDonnell XV-1                       | Estados Unidos  | Rotor                | Experimental         | 1954        |                | Giroplano                      |
| Millet Lagarde ML-10                 | Francia         | Hélice               | Experimental         | 1949        | Prototipo      |                                |
| Mirach 26                            | Italia          | No tripulado         |                      | 1992        |                |                                |
| Mikoyan MiG-110                      | Rusia           | Hélice               | Transporte           | 1995        | Proyecto       |                                |
| Moskalyev SAM-13                     | URSS            | Hélice               | Caza                 | 1940        | Prototipo      |                                |
| Myasishchev M-55                     | URSS            | Reactor              | Reconocimiento       | 1988        |                |                                |
| Nord Noratlas                        | Francia         | Hélice               | Transporte           | 1949        |                |                                |
| North American Rockwell OV-10 Bronco | Estados Unidos  | Hélice               | Ataque               | 1965        |                |                                |
| Northrop F-15 Reporter               | Estados Unidos  | Hélice               | Reconocimiento       | 1945        |                |                                |
| Northrop Grumman Firebird            | Estados Unidos  | Hélice               | Reconocimiento       | 2010        |                |                                |
| Northrop P-61 Black Widow            | Estados Unidos  | Hélice               | Caza                 | 1942        |                |                                |
| NPO Molniya Molniya-1                | Rusia           | Hélice               | Servicios            | 1992        |                |                                |
| OMA SUD Skycar                       | Italia          | Hélice               | Servicios            | 2007        |                |                                |
| Otto C.I                             | Alemania        | Hélice               | Reconocimiento       | 1915        |                |                                |
| PAL-V                                | Países Bajos    | Rotor                | Avión-automóvil      | 2012        |                |                                |
| Piper PA-7                           | Estados Unidos  | Hélice               |                      | 1944        | Prototipo      |                                |
| Pitcairn XO-61                       | Estados Unidos  | Rotor                |                      |             | Prototipo      | Autogiro                       |
| Pocino PJ.1A                         | Francia         | Hélice               | Deportivo            | 1989        | Prototipo      |                                |
| Portsmouth Aerocar                   | Reino Unido     | Hélice               | Servicios            | 1947        | Prototipo      |                                |
| Potez 75                             | Francia         | Hélice               | Ataque               | 1953        | Prototipo      |                                |
| PZL M-15 Belphegor                   | Polonia         | Reactor              | Servicios            | 1973        |                | Agricultura                    |
| PZL M-17                             | Polonia         | Hélice               | Entrenamiento        | 1973        | Prototipo      |                                |
| Rutan Model 72 Grizzly               | Estados Unidos  | Hélice               |                      | 1984        |                |                                |
| Rotor Flight Dynamics LFINO          | Estados Unidos  | Rotor                |                      | 2006        | Prototipo      | Autogiro                       |
| RTAF-5                               | Tailandia       | Hélice               | Entrenamiento        | 1984        | Prototipo      | Autogiro                       |
| RUAG Ranger                          | Suiza / Israel  | No tripulado         |                      | 1999        |                |                                |
| Rutan Voyager                        | Estados Unidos  | Hélice               |                      | 1984        |                |                                |
| S-TEC Sentry                         | Estados Unidos  | No tripulado         |                      | 1986        |                |                                |
| Saab 21                              | Suecia          | Hélice               | Caza                 | 1943        |                |                                |
| Saab 21R                             | Suecia          | Reactor              | Caza                 | 1947        |                |                                |
| SAB AB-20                            | Francia         | Hélice               | Bombardero           | 1932        |                |                                |
| Sadler Vampire                       | Estados Unidos  | Hélice               | Ultraligero          | 1982        |                |                                |
| SAIMAN LB.2                          | Italia          | Hélice               | Privado              | 1937        | Prototipo      |                                |
| Savoia-Marchetti S.64                | Italia          | Hélice               |                      | 1928        |                |                                |
| Savoia-Marchetti S.65                | Italia          | Hélice               | Privado              | 1929        | Prototipo      | Competición                    |
| Savoia-Marchetti SM.91/SM.92         | Italia          | Hélice               |                      | 1943        |                |                                |
| Scaled Composites ARES               | Estados Unidos  | Reactor              | Ataque               | 1990        |                |                                |
| Scaled Composites ATTT               | Estados Unidos  | Hélice               | Transporte           | 1986        |                |                                |
| Scaled Composites Pond Racer         | Estados Unidos  | Hélice               | Privado              | 1991        | Prototipo      | Competición                    |
| Scaled Composites Proteus            | Estados Unidos  | Reactor              | Experimental         | 1991        | Prototipo      |                                |
| Scaled Composites SpaceShipOne       | Estados Unidos  | Cohete               | Avión espacial       | 2003        |                |                                |
| Scaled Composites White Knight       | Estados Unidos  | Reactor              |                      | 2002        |                |                                |
| Schneider Sch-10M                    | Francia         | Hélice               | Bombardero           | 1924        | Prototipo      |                                |
| Schwade Kampfeinsitzer Nr 2          | Alemania        | Hélice               |                      |             |                | [ 3 ]                          |
| Schweizer RU-38 Twin Condor          | Estados Unidos  | Hélice               | Reconocimiento       | 1995        |                |                                |
| SECAN Courlis                        | Francia         | Hélice               | Privado              | 1946        |                |                                |
| Selex ES Falco                       | Italia          | No tripulado         |                      | 2003        |                |                                |
| SIAI-Marchetti FN.333 Riviera        | Italia          | Hélice               | Privado              | 1952        |                |                                |
| Siemens-Schuckert L.I                | Alemania        | Hélice               | Bombardero           | 1918        |                |                                |
| Sikorsky S-38                        | Estados Unidos  | Hélice               | Transporte           | 1928        |                |                                |
| Sikorsky S-39                        | Estados Unidos  | Hélice               | Transporte           | early 1930s |                |                                |
| Sikorsky S-40                        | Estados Unidos  | Hélice               | Transporte           | 1931        |                |                                |
| Sikorsky S-41                        | Estados Unidos  | Hélice               | Transporte           | 1930        |                |                                |
| SIPA S-200 Minijet                   | Francia         | Reactor              |                      | 1952        |                |                                |
| Škoda Kauba Sk V6                    | Checoslovaquia  | Hélice               | Experimental         |             |                |                                |
| SNCAC NC.1070                        | Francia         | Hélice               | Ataque               | 1947        | Prototipo      |                                |
| SNCAC NC.1071                        | Francia         | Reactor              | Ataque               | 1948        | Prototipo      |                                |
| SNCASO SO.8000 Narval                | Francia         | Hélice               | Caza                 | 1949        | Prototipo      |                                |
| SPCA 30                              | Francia         | Hélice               | Bombardero           | 1931        | Prototipo      |                                |
| Spectrum SA-550                      | Estados Unidos  | Hélice               | Servicios            | 1983        |                |                                |
| Stearman-Hammond Y-1                 | Estados Unidos  | Hélice               | Servicios            | 1931        |                |                                |
| Stout Skycar                         | Estados Unidos  | Hélice               |                      | 1941        |                |                                |
| Sukhoi Su-12                         | URSS            | Hélice               | Reconocimiento       | 1947        |                |                                |
| Sukhoi Su-80                         | Rusia           | Reactor              |                      | 2001        |                |                                |
| Tachikawa Ki-94-I                    | Japón           | Hélice               | Caza                 | 1940-1949   |                |                                |
| TAI Baykuş                           | Turquía         | No tripulado         |                      | 2003-2004   |                |                                |
| Teledyne Ryan Model 410              | Estados Unidos  | No tripulado         |                      | 1988        |                |                                |
| Terrafugia Transition                | Estados Unidos  | Hélice               | Avión-automóvil      | 2009        |                |                                |
| THK-11                               | Turquía         | Hélice               |                      | 1947        |                |                                |
| Transavia PL-12 Airtruk              | Australia       | Hélice               | Servicios            | 1965        |                | Agricultura                    |
| Tupolev I-12/ANT-23                  | URSS            | Hélice               | Caza                 | 1931        |                |                                |
| Vance Viking                         | Estados Unidos  | Hélice               | Competición          | 1932        |                |                                |
| Virgin Atlantic GlobalFlyer          | Estados Unidos  | Reactor              |                      | 2005        |                |                                |
| Vultee XP-54                         | Estados Unidos  | Hélice               | Caza                 | 1943        | Prototipo      |                                |
| Wagner Aerocar                       | Alemania        | Rotor                | Avión-automóvil      | 1965        |                |                                |
| Weick W-1                            | Estados Unidos  | Hélice               | Experimental         | 1934        | Prototipo      |                                |
| Weymann 66                           | Francia         | Hélice               | Servicios            | 1933        | Prototipo      |                                |
| Willoughby Delta 8                   | Reino Unido     | Hélice               | Experimental         | 1939        | Prototipo      |                                |
| WLT Sparrow                          | República Checa | Hélice               | Ultraligero          | 2010        |                |                                |
| WNF Wn 16                            | Austria         | Hélice               | Experimental         | 1939        |                |                                |
| Yakovlev Yak-58                      | Rusia           | Hélice               | Servicios            | 1993        |                |                                |